# Great and Little Plumstead
Great and Little Plumstead – civil parish w Anglii, w hrabstwie Norfolk, w dystrykcie Broadland. Leży 9 km na wschód od Norwich i 165 km na północny wschód od Londynu.
Miejscowość liczy 2618 mieszkańców. Składa się z dwóch wsi: Great Plumstead i Little Plumstead.